# Гаврино (Северо-Казахстанская область)
Гаврино (каз. Гаврино) — село в районе Магжана Жумабаева Северо-Казахстанской области Казахстана. Входит в состав Октябрьского сельского округа. Код КАТО — 593665500.

## История
До 2013 года село являлось административным центром упразднённого Гавринского сельского округа.

## Население
В 1999 году население села составляло 643 человека (318 мужчин и 325 женщин). По данным переписи 2009 года в селе проживало 327 человек (163 мужчины и 164 женщины).